# Tadahiro Aizawa
Pour les articles homonymes, voir Aizawa.
Tadahiro Aizawa (相沢 忠洋, Aizawa Tadahiro), né le 21 juin 1926 et décédé le 22 mai 1989, est un marchand de  nattō, premier à découvrir des artefacts de période précéramique paléolithique du Japon. Avant Aizawa, le consensus scientifique voulait que le Japon était inhabitable avant la période Jōmon. Aizawa a découvert des haches de pierre à Iwajuku en septembre 1946. Il embarrassait les archéologues professionnels car il n'était qu'un amateur qui croyait passionnément en la demeure pré-Jomon.

## Source de la traduction
- (en) Cet article est partiellement ou en totalité issu de l’article de Wikipédia en anglais intitulé « Tadahiro Aizawa » (voir la liste des auteurs).